# Шведко, Дмитрий Владимирович
Дмитрий Владимирович Шведко (бел. Дзмітрый Уладзіміравіч Шведко; род. 26 марта 2000, Смольяны, Белоруссия) — белорусский игрок в мини-футбол.

## Биография
Шведко начинал карьеру в футбольном клубе «Витэн-юни» из Орши. После сезона-2018, в котором он сыграл 13 матчей и забил 24 мяча он показал хорошую для молодого дебютанта результативность С 2019 года Дмитрий стал привлекаться к основной команде, однако первым полноценным сезоном в его карьере стал сезон в следующем клубе.
Дмитрий принял решение перейти в МФК «Минск», ответив согласием на предложение. Уверенная игра на протяжении сезона сделала его одним из лидеров «горожан». В 26 сыгранных матчей отметившись 24 голами стал лучшим бомбардиром команды.
В следующем сезоне Шведко забил уже 5 голов. Частые травмы мешали молодому игроку вернуться в оптимальное состояние.
В 2021 году Дмитрий перешёл в «Столицу».

## Достижения
- Победитель юношеского чемпионата Белоруссии по мини-футболу 2019